# 16939 Rishabhmisra
16939 Rishabhmisra este o planetă minoră (asteroid) din centura de asteroizi. A fost descoperită pe 20 martie 1998 la Experimental Test Site⁠(d) de Lincoln Near-Earth Asteroid Research. 
Obiectul prezintă o orbită caracterizată de o semiaxă mare de 2,7812865 UAi, o excentricitate de 0,03, o înclinație de 5,64188 ° în raport cu ecliptica.